# Phymorhynchus starmeri
Phymorhynchus starmeri is een slakkensoort uit de familie van de Raphitomidae. De wetenschappelijke naam van de soort is voor het eerst geldig gepubliceerd in 1993 door Okutani & Ohta.